# 톰 롱
톰 롱(Tom Long, 1968년 8월 3일 ~ 2020년 1월 4일)은 오스트레일리아의 연극 배우, 영화배우, 텔레비전 배우이다.
보스턴에서 태어났다. 2020년 1월 4일 뇌염으로 사망했다.

## 영화
- 북 오브 레버레이션 (2006년)
- 리스크 (2000년)
- 디쉬 (2000년)
- 스트레인지 플래닛 (1999년) - 이완 역
- 투 핸즈 (1999년)
- 팻시 클라인의 노래 (1997년)